# Jublande lyfter vi här våra händer
Jublande lyfter vi här våra händer är en psalm med text skriven 1972 av Fred Kaan och översatt till svenska 1975 av Kerstin Anér. Det finns två olika melodier till denna psalm. Dels en melodi från Sri Lanka och den andra är skriven 1981 av Karl-Olof Robertson.

## Publicerad i
- Den svenska psalmboken 1986 som nr 292 under rubriken "Tillsammans i världen".
- Svensk psalmbok för den evangelisk-lutherska kyrkan i Finland (1986) som nr 471 under rubriken "Arbete och fritid", med K-O. Robertsons melodi.